# Hans Culeman

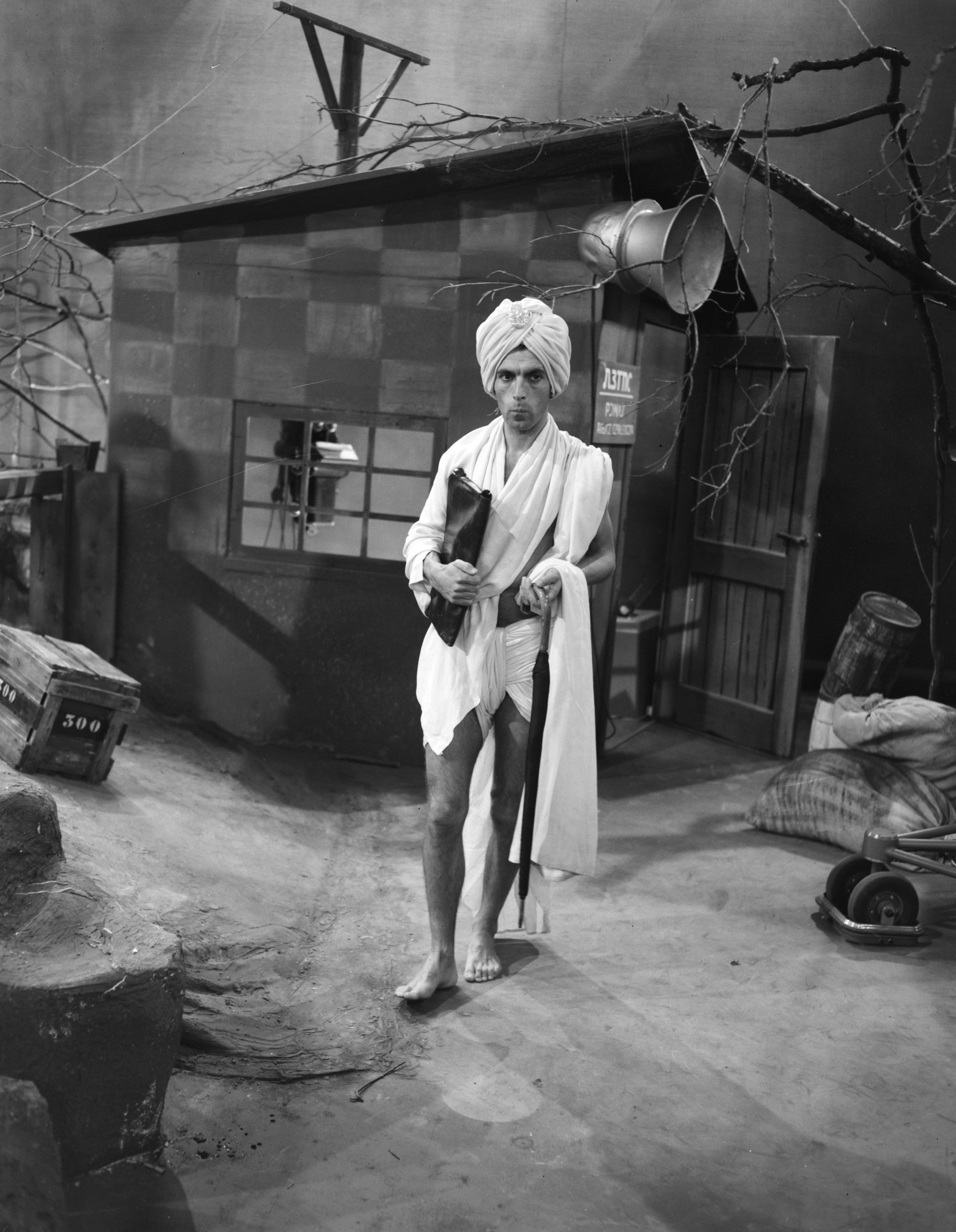
Hans Culeman, 1960

Hans Dieter Culeman (* 26. September 1927 in Rhaunen; † 17. Januar 1974 in Den Haag) war ein niederländischer Schauspieler deutscher Herkunft. Er war mit den Theatergruppen Nederlands Volkstoneel, Rotterdamse Comedie, Toneelgroep Studio, Toneelgroep Theater, Toneelgroep Centrum, Nieuw Rotterdams Toneel, Haagse Comedie verbunden und spielte in mehreren Filmen und Fernsehserien.
Er war Mitglied der Kerngruppe der Schauspieler der Niederländischen Fernsehstiftung. Culeman übersetzte ein Stück des österreichischen Dramatikers Hermann Ortner.

## Leben
Culeman wurde in einer Familie deutscher Theologen als Sohn eines deutschen Pfarrers und seiner Frau A.C.J.E. Culeman-Schüler geboren. Sein Großvater war Missionar auf Sumatra. 1934 weigerte sich Culeman Senior, den Eid auf Nazi-Deutschland abzulegen. 1936 floh die Familie in die Niederlande und erwarb die niederländische Staatsangehörigkeit. Culeman Senior studierte Medizin und ließ sich als Arzt in Amsterdam nieder.
Culeman arbeitete einige Zeit für KLM und absolvierte den Privatkurs „Academy of Dramatic Art“. Nachdem er zusammen mit Jan Velzeboer „Huis Clos“ (Geschlossene Gesellschaft) gespielt hatte, wurde ihm 1947 ein Vertrag mit dem Nederlands Volkstoneel angeboten. Er spielte unter anderem in Op hoop van zegen (Barend) des Dramatikers Herman Heijermans und Maria Stuart (Mortimer) von Friedrich Schiller. Mitte der 1950er Jahre begann Culeman auch für das Fernsehen zu arbeiten.
1962 wurde er gebeten, die Rolle des SD-Offiziers Grundmann bei De Overval (Der Raubüberfall) zu spielen. Durch seine Rolle als Maarten van Rossum in der beliebten Fernsehserie Floris 1969 wurde Culeman in den Niederlanden sehr bekannt. 1973 hatte er in mehreren Episoden der Dramenserie Waaldrecht Rollen. In der Episode De ingreep (Die Intervention), die am 24. April 1973 ausgestrahlt wurde, spielte er den Werftdirektor Griensveen als Ersatz für Henk Rigters, der krank geworden war. Er war auch in den Episoden Fakkels en De weg terug (Fackeln und der Weg zurück) als Griensveen zu sehen. Laut dem damaligen Fernsehkritiker des NRC Handelsblad war es zum Teil Culeman zu verdanken, dass Griensveen zur Hauptfigur der Serie geworden war.
Im Alter von 46 Jahren starb Culeman an einem Herzinfarkt in seiner Garderobe, dies geschah während einer Aufführung von Jean Giraudoux’ La Folle de Chaillot in der Haagse Schouwburg. Er wurde auf dem Friedhof Oud Eik en Duinen bestattet.
Culeman war fünf Jahre lang verheiratet mit der Juristin Maja Krans (1927–2016). Zwei Jahre nach seinem Tod wurde bekannt, dass er eine Tochter mit einer unbekannten Schauspielerin hatte.

## Filmographie
- 1959 – De dubbelganger (Fernsehspiel), Ernst Latour und sein Bruder (Doppelrolle)
- 1959 – Een engeltje in de lommerd (Fernsehspiel, A.B. Shiffrin), Gangster
- 1962 – De overval (Der Überfall), Hauptsturmführer Grundmann (als H.D. Culeman)
- 1964 – De tweekopige adelaar (L'Aigle à deux têtes van Jean Cocteau), Stanislas
- 1966 – Een ochtend van zes weken (Ein Morgen von sechs Wochen), Jimmy
- 1966 – De verkoper (Fernsehdrama), der Mann
- 1967 – De zaak J. Robert Oppenheimer (In der Sache J. Robert Oppenheimer, Heinar Kipphardt), Edward Teller
- 1967 – De meiden (Les Bonnes van Jean Genet) (gesendet am 10. August 1967), Solange
- 1968 – Pleidooi voor een rebel (gesendet am  18. Januar 1968)
- 1969 – Maigret en de ter dood veroordeelde (nach La tête d'un homme von Georges Simenon, gesendet am 5. Januar 1969), Radek
- 1969 – Floris (Floris – Der Mann mit dem Schwert)(Fernsehserie), Maarten van Rossum
- 1973 – Waaldrecht (Folge De ingreep,  gesendet am  24. April 1973), Schiffswerftdirektor Harry Griensveen
- 1973 – Waaldrecht (Folge Fakkels, gesendet am  5. Juni 1973), Schiffswerftdirektor Harry Griensveen
- 1973 – Waaldrecht (Folge De weg terug, gesendet am  12. Juni 1973), Schiffswerftdirektor Harry Griensveen